# Cymatiidae
Famille
Les Cymatiidae sont une famille de mollusques de la classe des gastéropodes, au sein de l'ordre des Littorinimorpha.
Les genres qui composent cette famille ont longtemps été rangés parmi les Ranellidae.

## Liste des genres
Selon World Register of Marine Species (8 mai 2019) :
- genre Argobuccinum Herrmannsen, 1846
- genre Austrosassia Finlay, 1931
- genre Austrotriton Cossmann, 1903
- genre Cabestana Röding, 1798
- genre Cymatiella Iredale, 1924
- genre Cymatium Röding, 1798
- genre Cymatona Iredale, 1929
- genre Distorsomina Beu, 1998
- genre Fusitriton Cossmann, 1903
- genre Gelagna Schaufuss, 1869
- genre Gutturnium Mörch, 1852
- genre Gyrineum Link, 1807
- genre Halgyrineum Beu, 1998
- genre Linatella Gray, 1857
- genre Lotoria Emerson & Old, 1963
- genre Monoplex Perry, 1810
- genre Personella Conrad, 1865
- genre Proxicharonia Powell, 1938
- genre Ranularia Schumacher, 1817
- genre Reticutriton Habe & Kosuge, 1966
- genre Sassia Bellardi, 1873
- genre Septa Perry, 1810
- genre Turritriton Dall, 1904

## Galerie

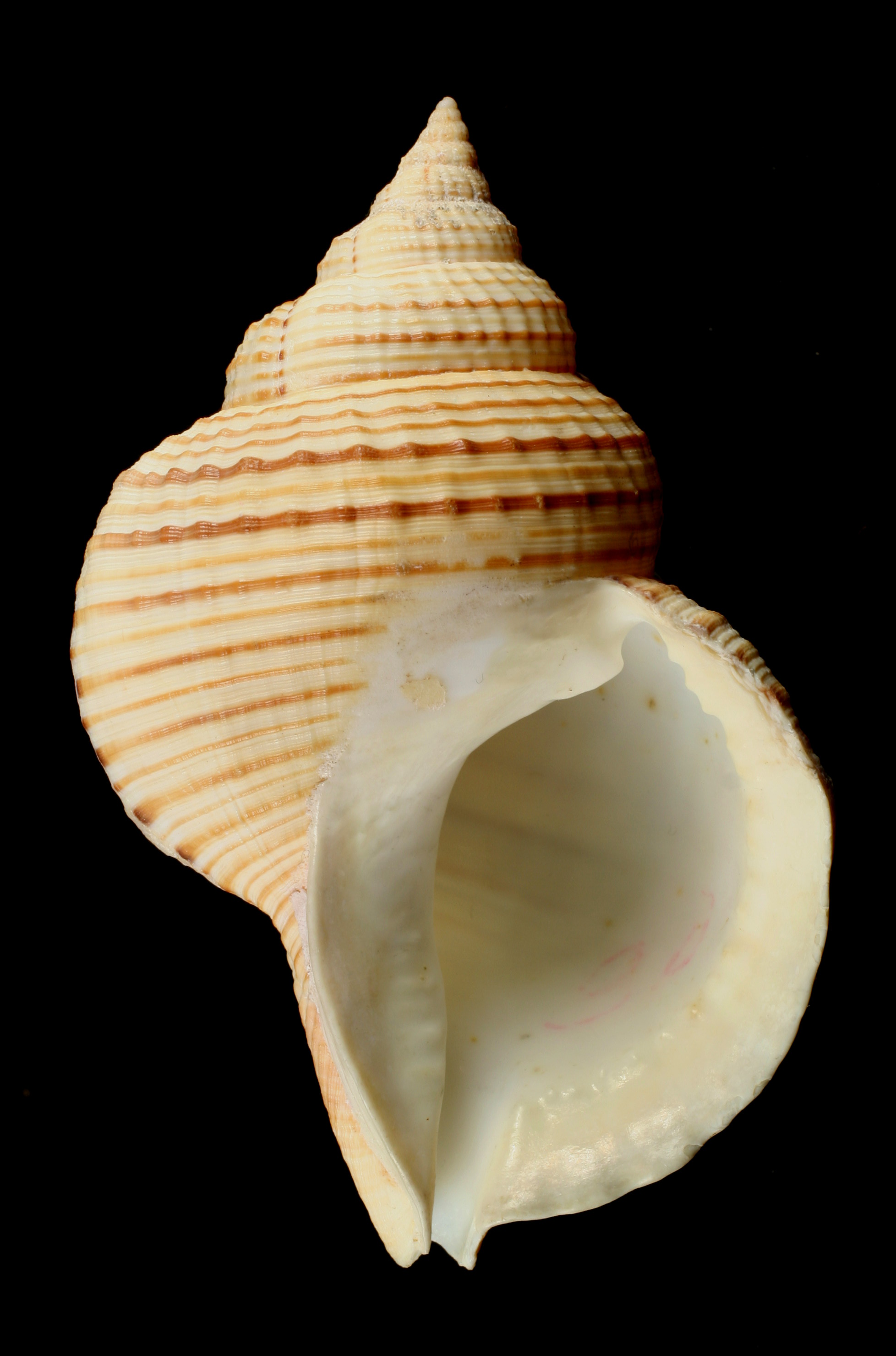
Argobuccinium tumidum
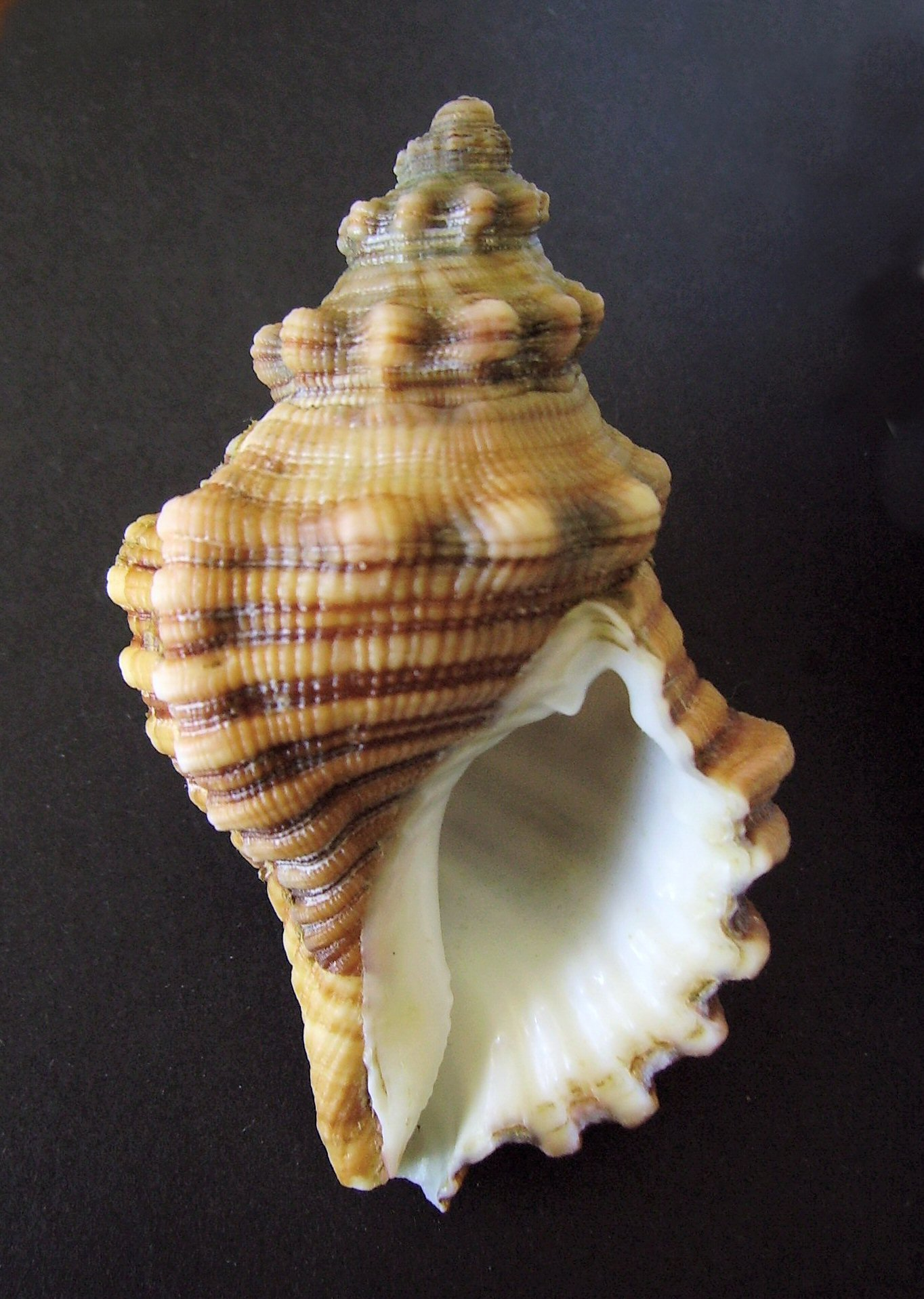
Cabestana spengleri
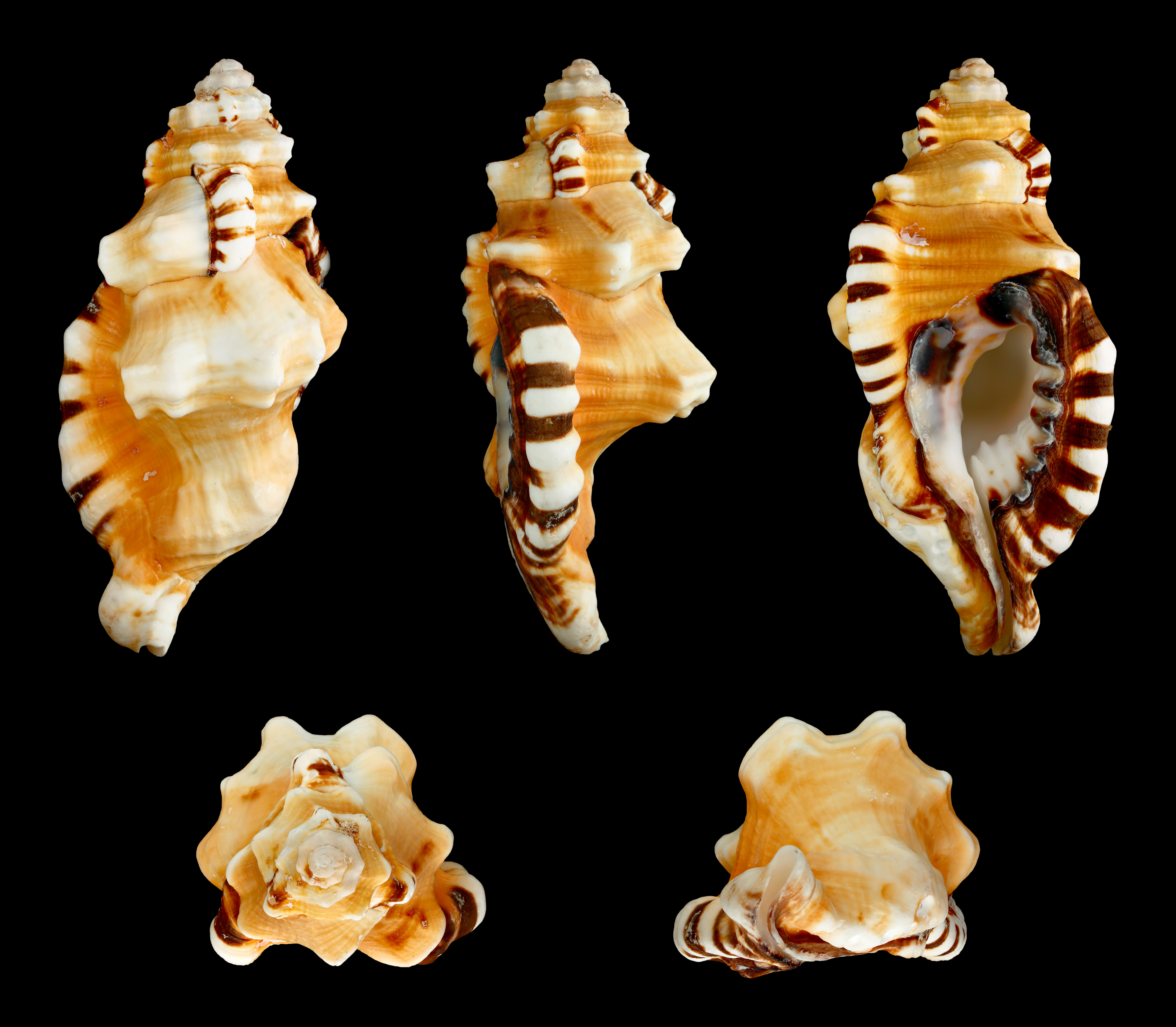
Cymatium lotorium
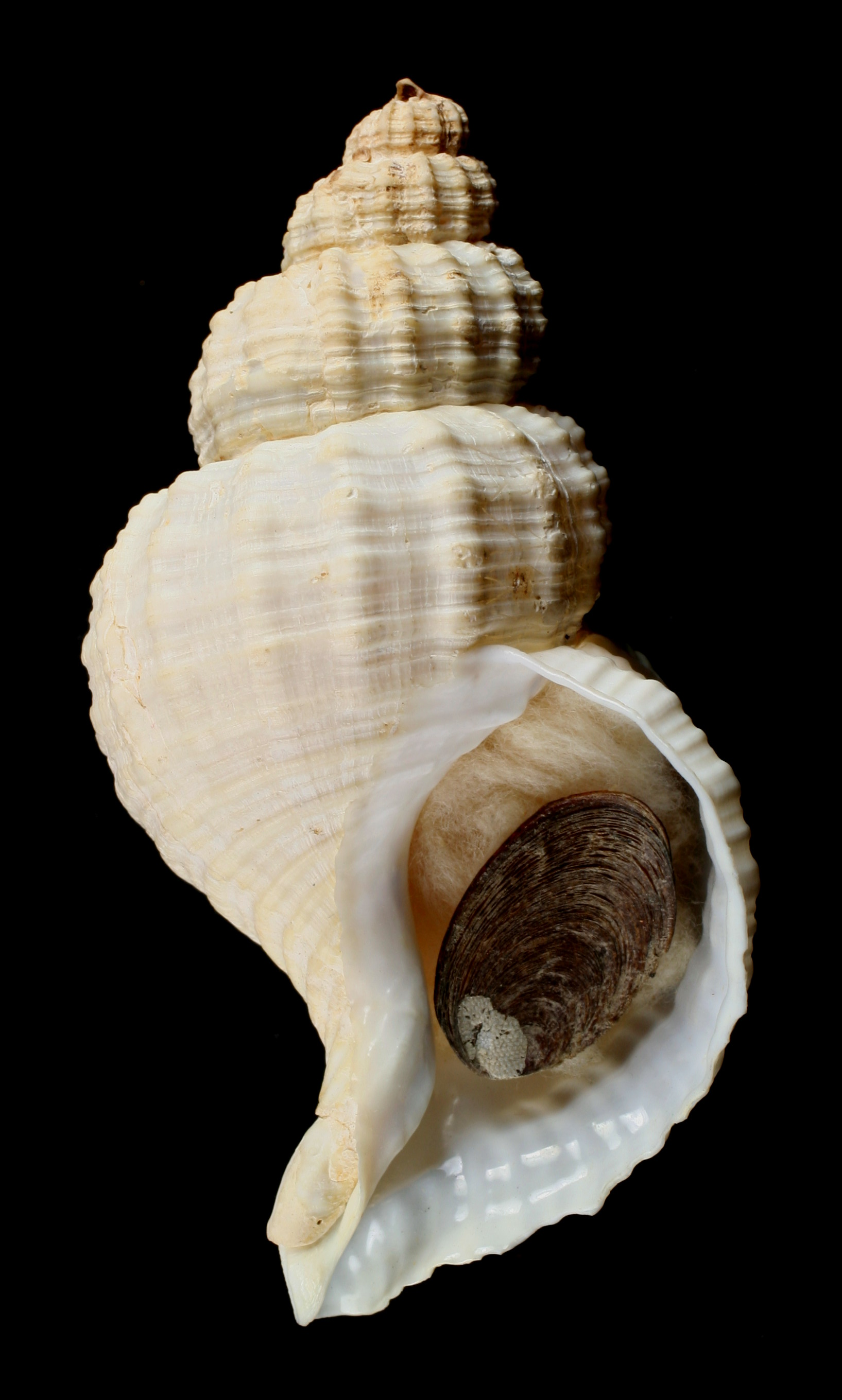
Fusitriton oregonensis
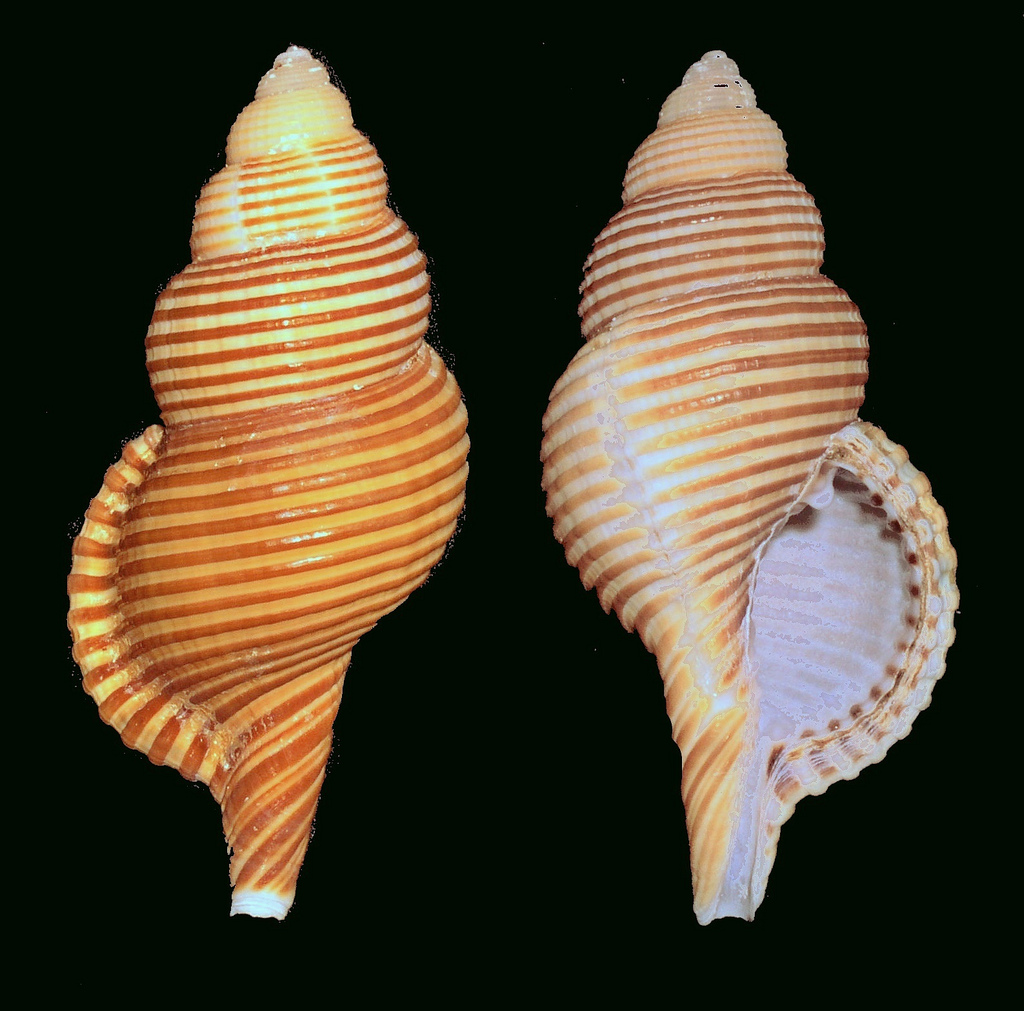
Gelagna succincta
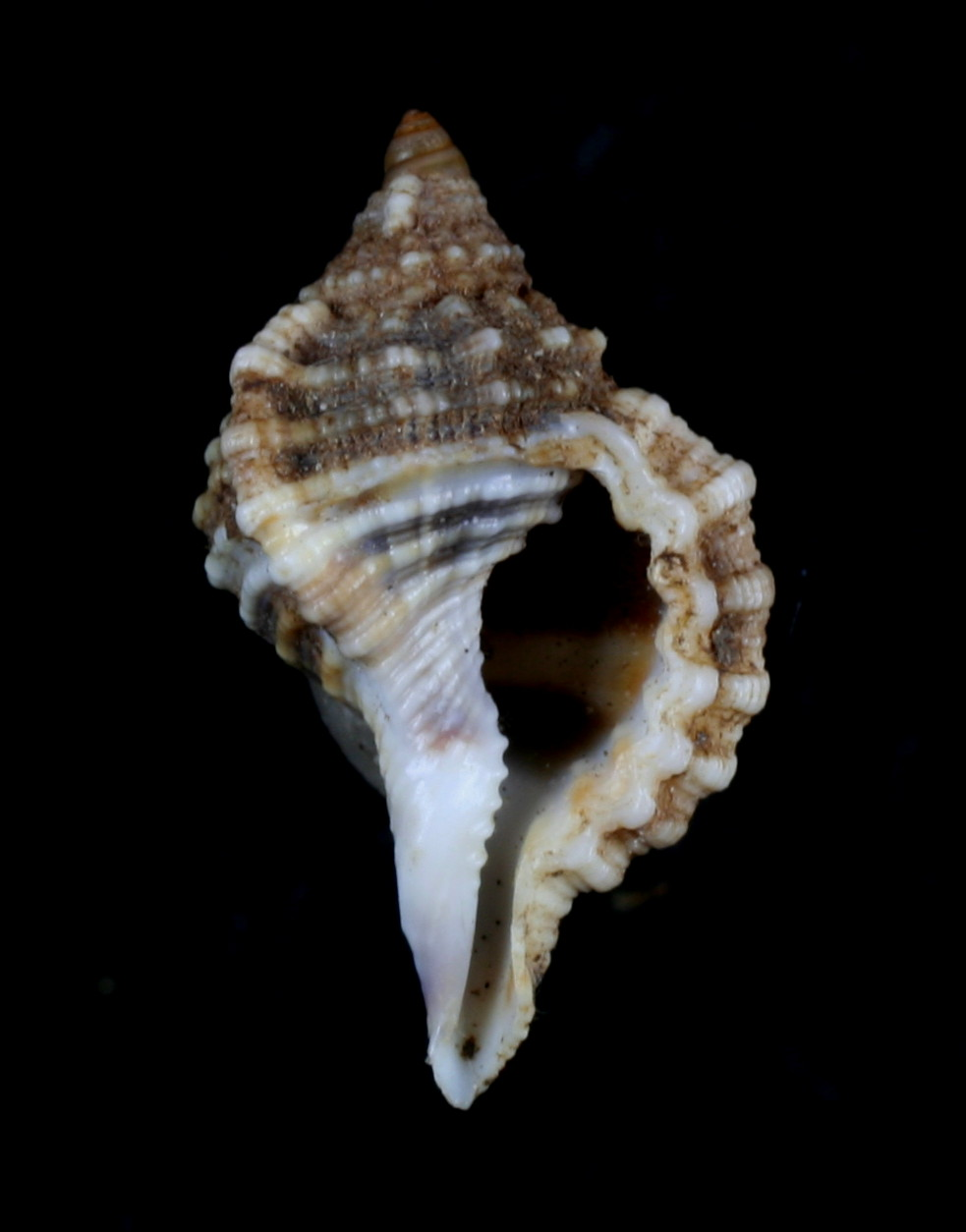
Gutturnium muricinum
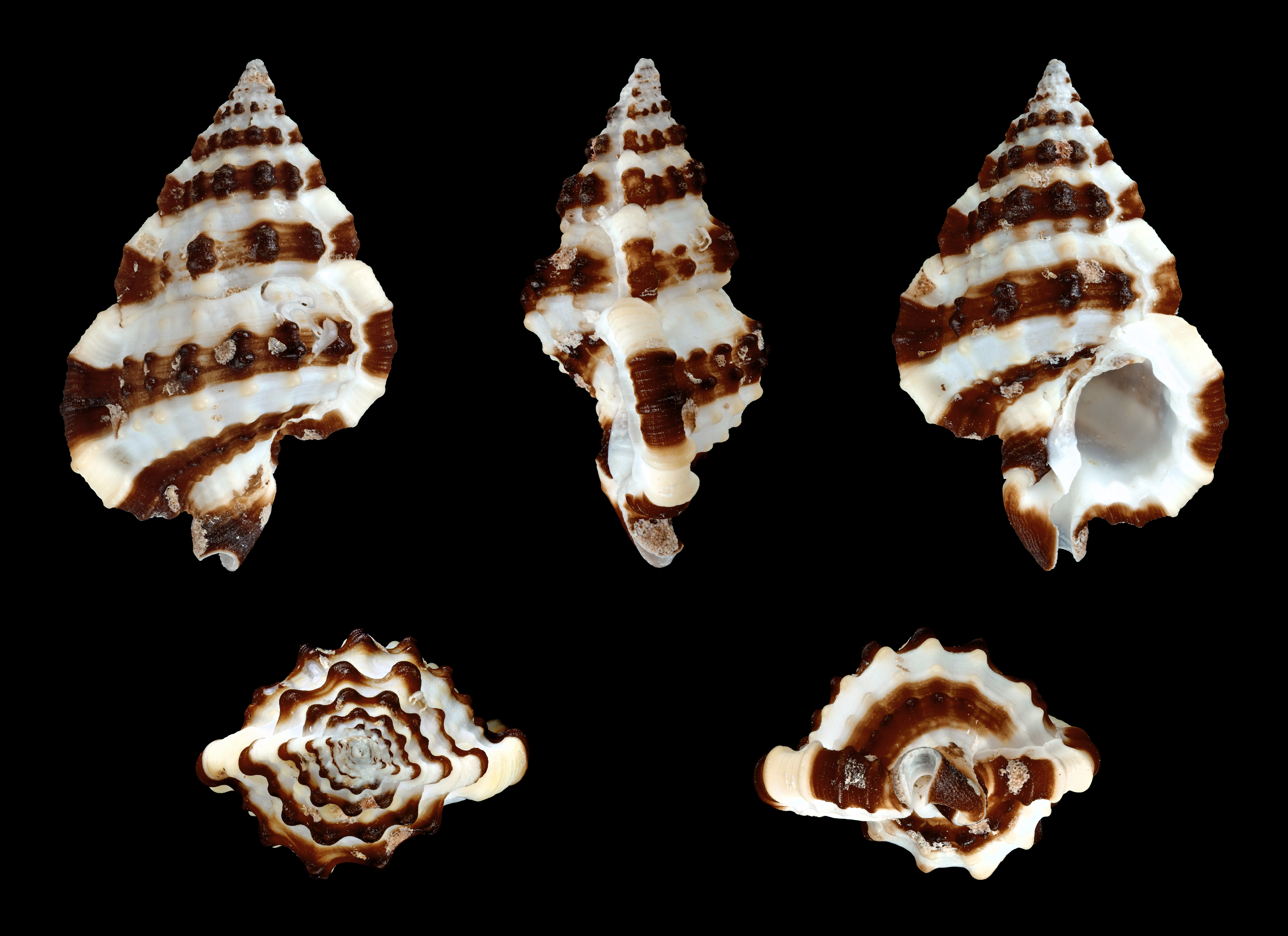
Gyrineum gyrinum
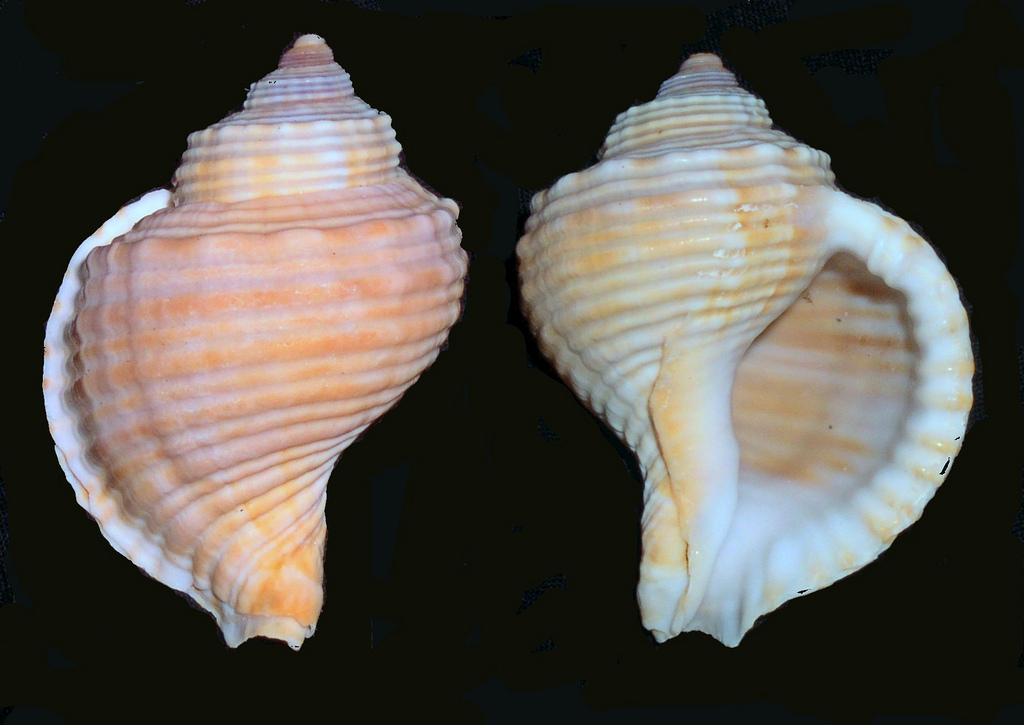
Linatella caudata
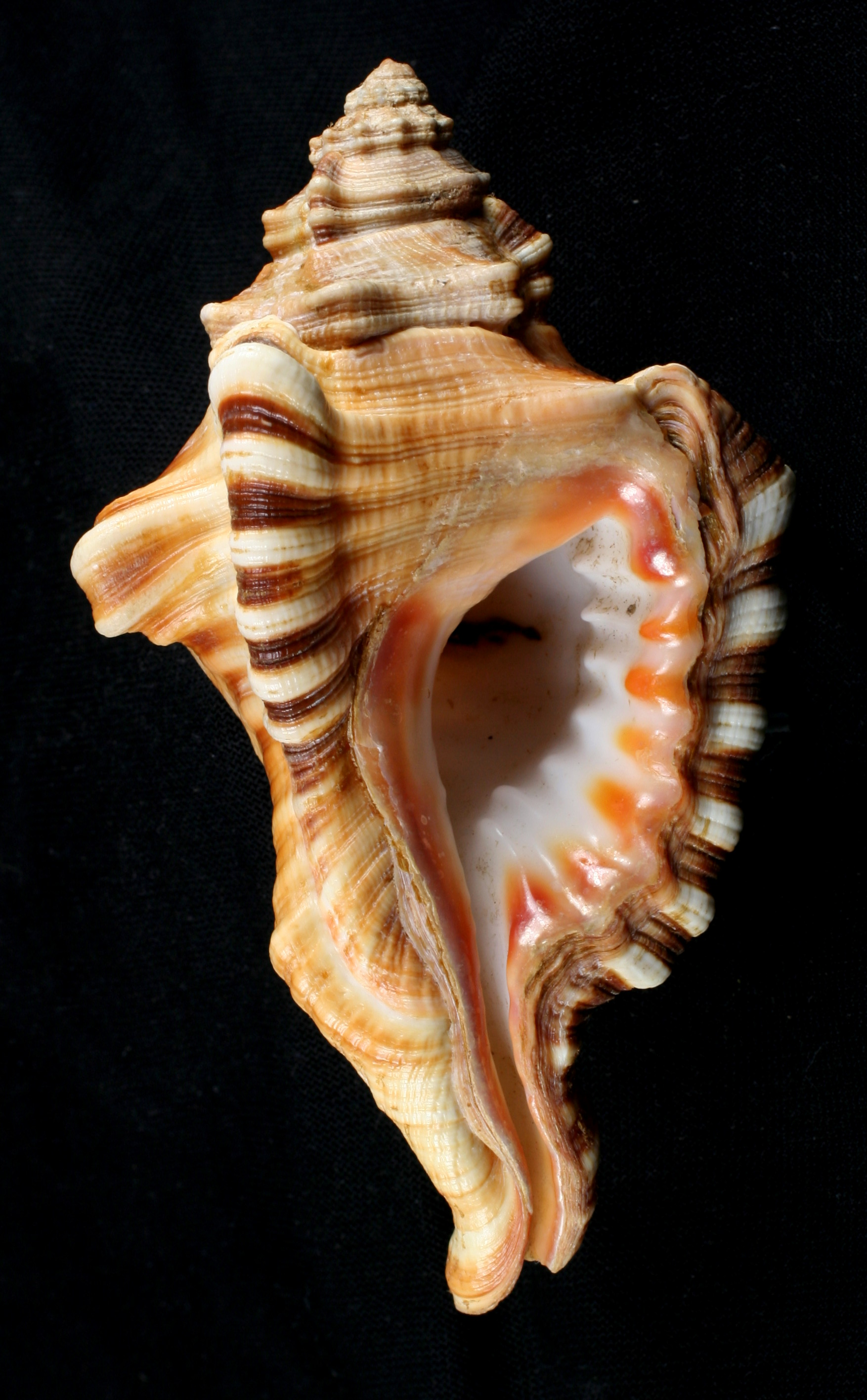
Lotoria perryi
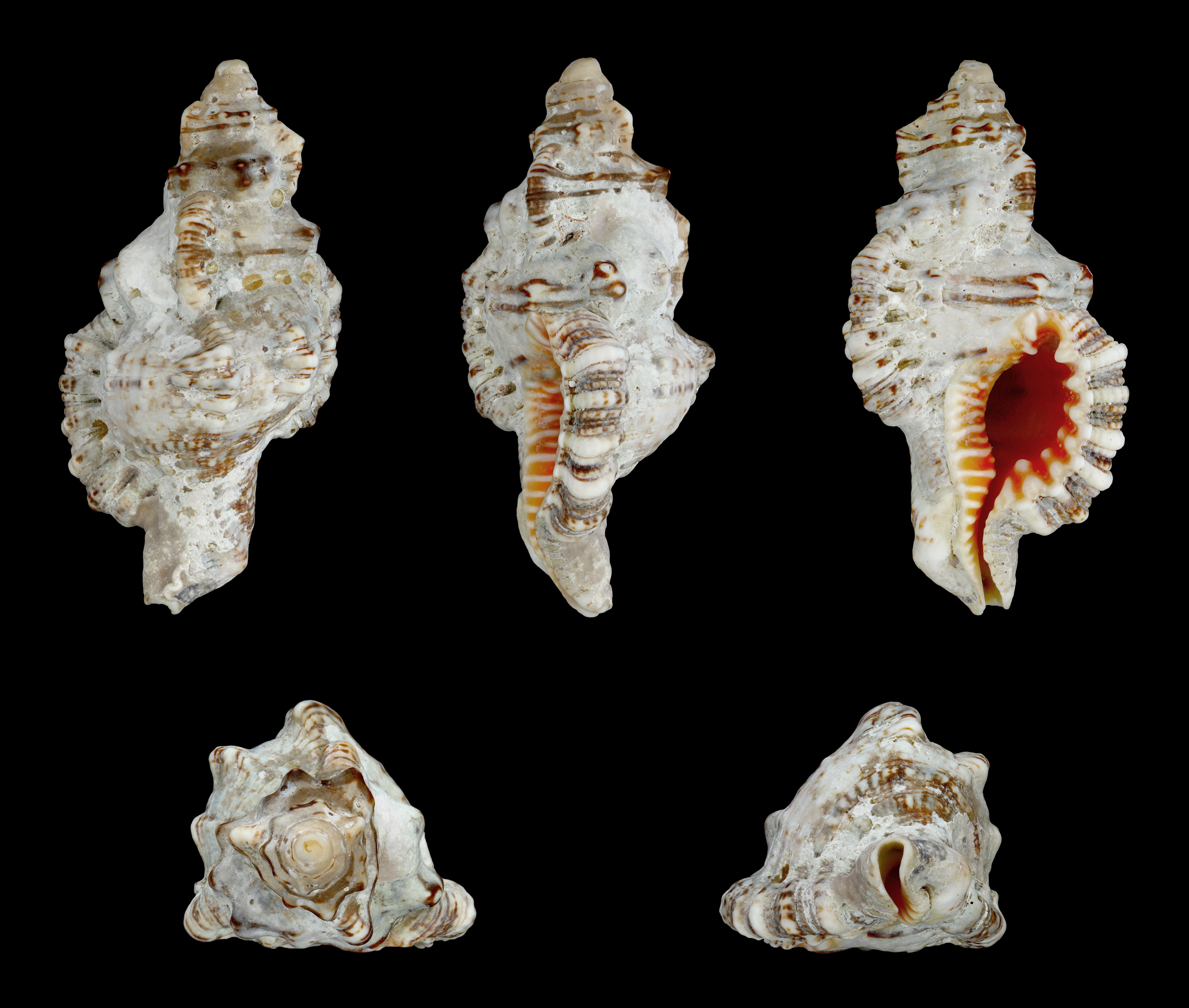
Monoplex nicobaricus
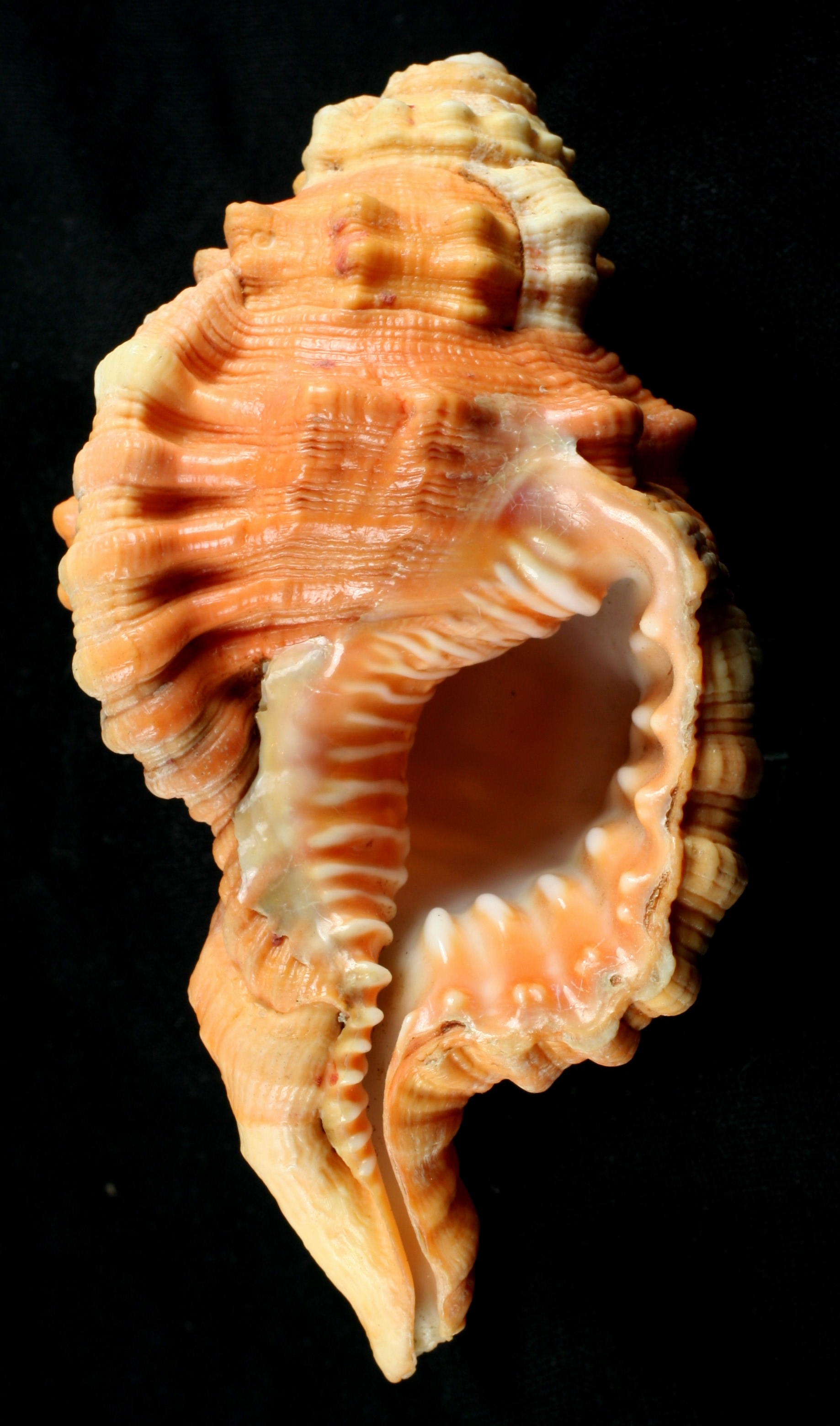
Ranularia pyrum
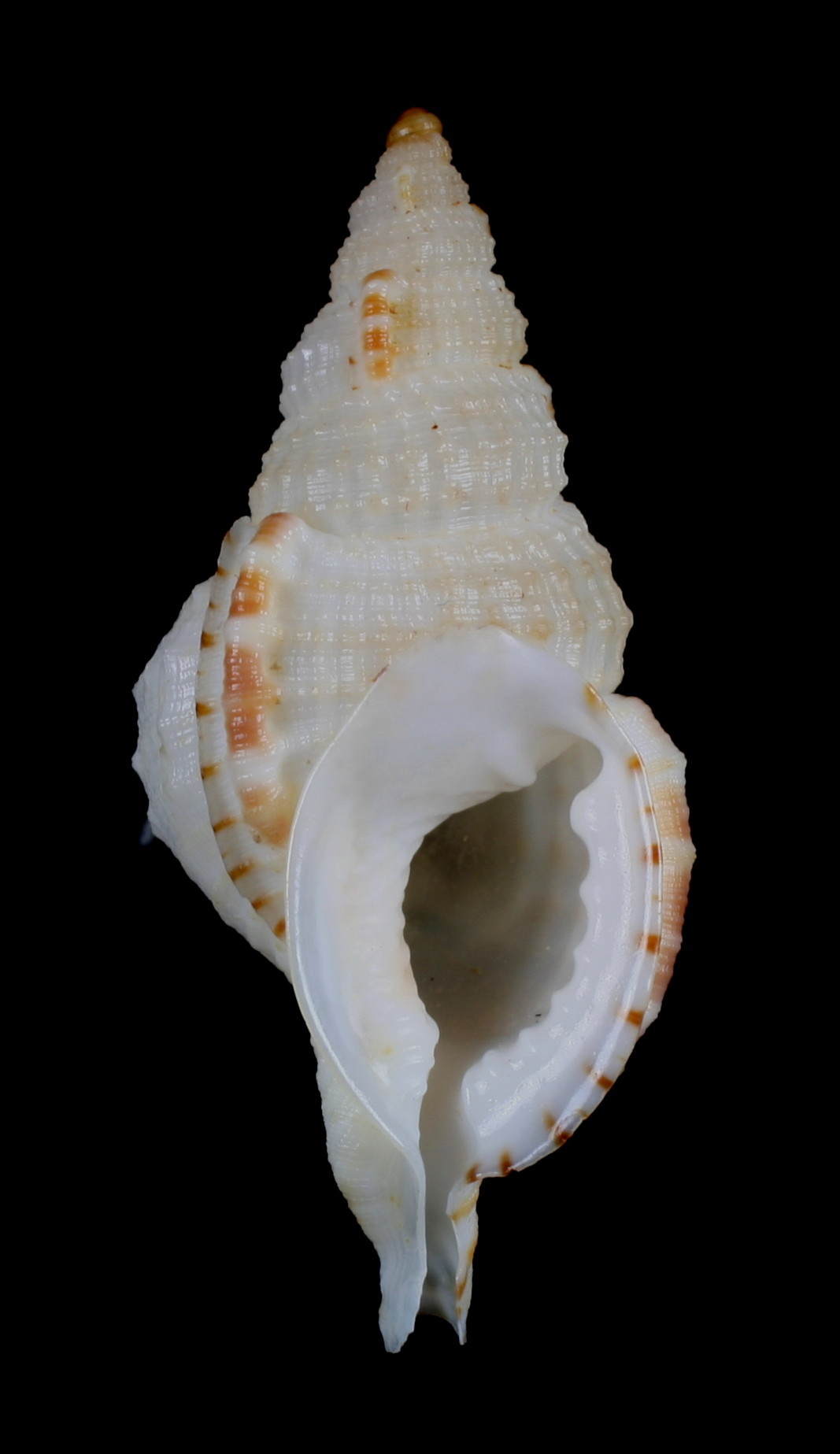
Sassia semitorta
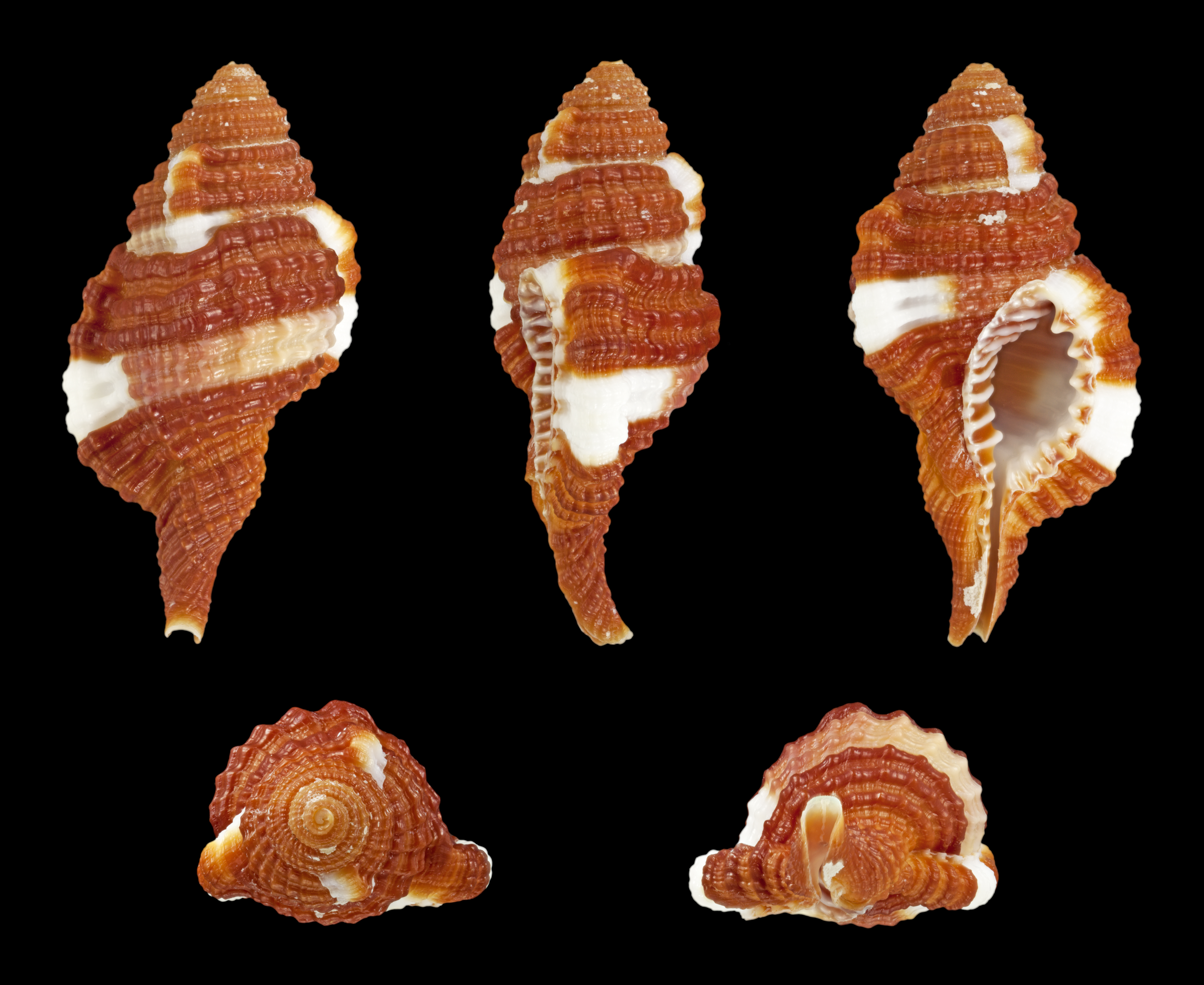
Septa bibbeyi
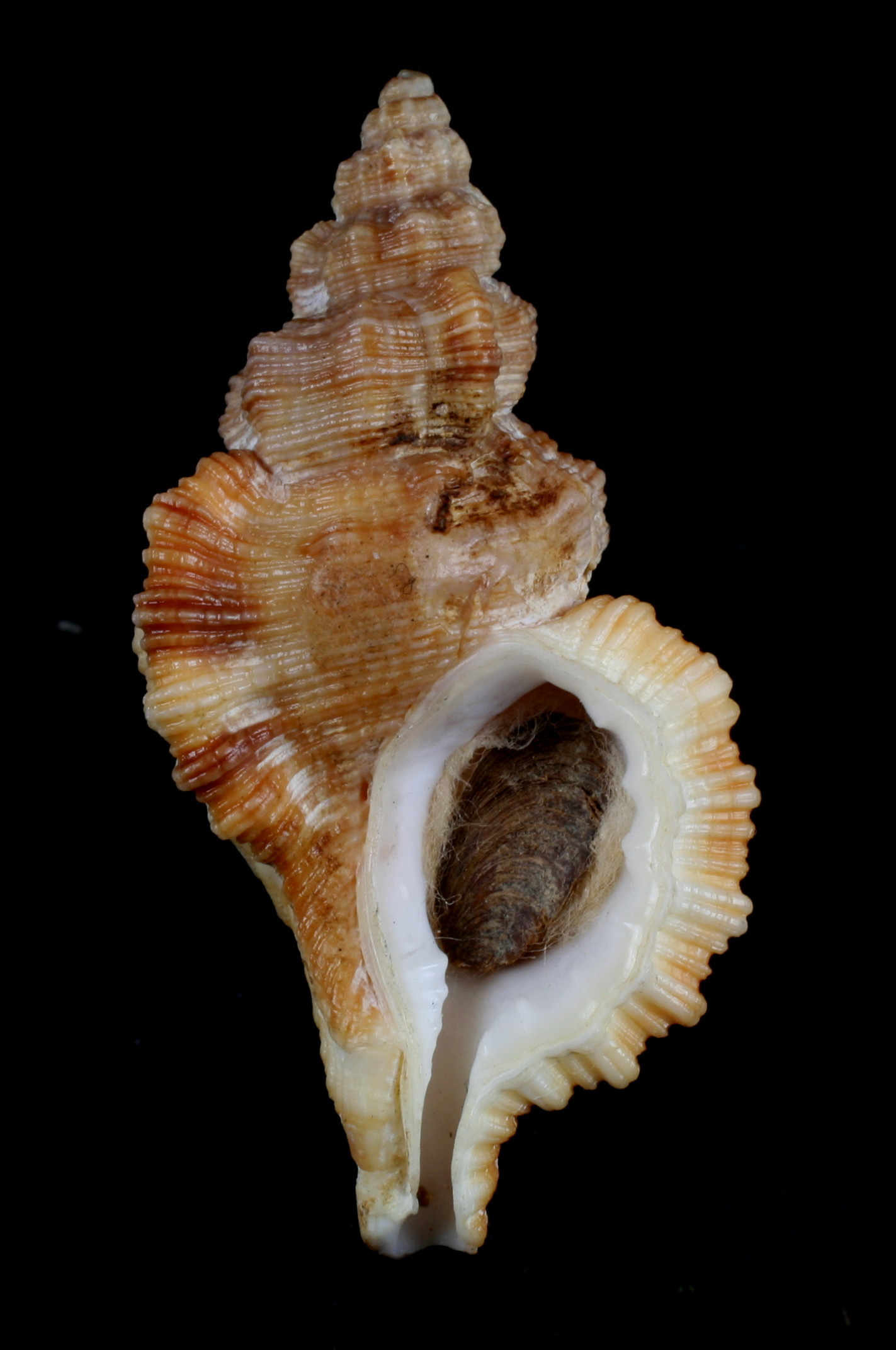
Turritriton tenuiliratus